# BO Microscopii
BO Microscopii eller HD 197890, är en ensam stjärna belägen i den mellersta delen av stjärnbilden Mikroskopet. Den har en skenbar magnitud av ca 9,39 och kräver ett teleskop för att kunna observeras. Baserat på parallax enligt Gaia Data Release 3 på ca 19,6 mas, beräknas den befinna sig på ett avstånd på ca 166 ljusår (51 parsek) från solen. Den rör sig närmare solen med en heliocentrisk radialhastighet på ca -6 km/s.

## Egenskaper
BO Microscopii är en orange till gul stjärna i huvudserien av spektralklass K3 Ve. Den har en massa som är ca 0,8 solmassa, en radie som är ca 1,1 solradie och utsänder energi från dess fotosfär motsvarande ca 0,37 gånger solen vid en effektiv temperatur av ca 4 800 K.

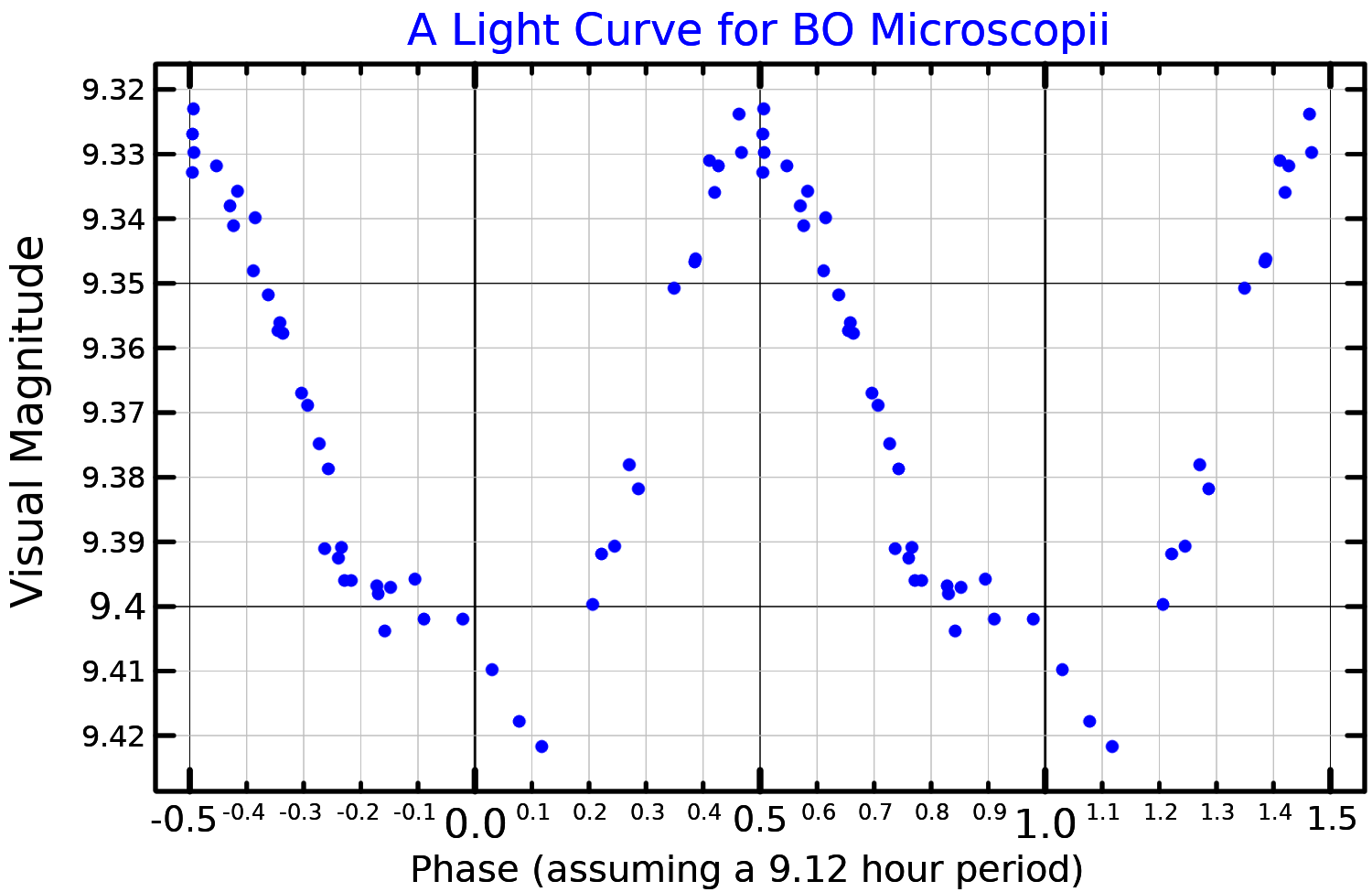
Ljuskurva i synliga bandet för BO Microscopii, plottad från data publicerade av Cutispoto et al. (1997)

BO Microscopii har kallats "Speedy Mic" på grund av dess mycket snabba rotation. Den projicerade rotationshastigheten vid stjärnans ekvator är ca 135 km/s, vilket, med en uppskattad lutning på 70° mot siktlinjen från jorden, innebär att den fullbordar en rotation på 9,120 ± 0,096 timmar. Stjärnans fotosfär visar hög nivå av magnetisk aktivitet, med flera stjärnfläckar och protuberanser samtidigt. Så många som 25 protuberanser har observerats samtidigt, vilka kan sträcka sig utåt så långt som 3,6 gånger stjärnans radie. BO Microscopii är en flarestjärna som har plötsliga ökningar av röntgenstrålning och UV-strålning. Dessa händelser kan avge hundra gånger mer energi än stora solflammor. Speedy Mic är en av de mest aktiva stjärnorna i närheten av solen.